# Amalrico II di Narbona
Amerigo o Amalrico di Narbona, in francese Aimeric II de Narbonne (1260 circa – 19 giugno 1328), è stato un mercenario francese, Visconte di Narbona, capitano di ventura, che operò soprattutto in Italia.

## Origine
Amalrico, secondo la Gran Enciclopèdia Catalana, era figlio del Visconte di Narbona, Aimerico IV e della moglie, Sibilla di Foix, che come conferma la Histoire généalogique et chronologique de la maison royale de France, des pairs, grands officiers de la Couronne, de la Maison du Roy et des anciens barons du royaume.... Tome 3 / par le P. Anselme,... ; continuée par M. Du Fourny Anselme de Sainte-Marie (1625-1694) era figlia del Visconte di Castelbon e Signore di Andorra e conte di Foix, Ruggero IV e come ci conferma la Chroniques romanes des comtes de Foix della moglie, Brunisenda di Cardona.

Aimerico IV di Narbona, ancora secondo la Gran Enciclopèdia Catalana, come viene confermato anche dal documento n° 542 de la Histoire générale de Languedoc avec notes et pièces justificatives, Volume 8, era figlio del Visconte di Narbona Amalrico I e della moglie, Filippa d'Anduze, signora di Sommières, figlia di Pietro Bermond, Signore d'Anduze e della prima moglie, Josserande de Poitiers-Valentinois.

## Biografia
Suo padre, Aimerico IV, come risulta dagli scritti del trovatore Raimon Gaucelm, aveva prestato giuramento e preso la croce con l'intento di partire, con il suo signore Carlo I d'Angiò, per l'ottava crociata condotta da Luigi IX di Francia, cosa che poi non poté fare per la sopraggiunta morte di Luigi IX.
Secondo lo studio J. Régné. Amauri II, vicomte de Narbonne (1260 ?- 1328), Amalrico fu fedele alla casa regnante francese e fu al seguito del re Filippo III l'Ardito, e durante la Crociata aragonese, nel 1285 fu fatto prigioniero a Perpignano, come conferma anche la Gran Enciclopèdia Catalana, che sostiene che aveva un buon rapporto col re, Giacomo II di Maiorca.
Tra il 1285 e il 1290 Amalrico servì, in Italia, il re di Napoli, Carlo II d'Angiò, dove fu impegnato soprattutto in Toscana.

Avendo come balio Guglielmo di Durfort, si distinse in combattimento tanto che nel 1289 gli fu affidato il comando delle truppe guelfe che avrebbero dovuto attaccare i ghibellini raccolti ad Arezzo.

Durante quella campagna, l'11 giugno 1289, si svolse la battaglia di Campaldino che concluse vittoriosamente e alla quale Amalrico deve la sua fama, anche perché venne immortalato da Dante Alighieri. Conquistò gran parte del territorio aretino ed espugnò molti castelli, tra cui Rondine alle porte di Arezzo. Giunse ad assediare la stessa città di Arezzo ma non riuscì a espugnarla: gli aretini, in varie sortite, riuscirono a distruggere le sue macchine d'assedio. Tuttavia la campagna fu un grande successo: al suo ritorno a Firenze fu accolto trionfalmente, come riporta anche Anselme de Sainte-Marie, nella Histoire généalogique et chronologique de la maison royale de France, tome 7.
Suo padre, Aimerico IV, morì verso il 1298, in quanto come conferma lo studio J. Régné. Amauri II, vicomte de Narbonne (1260 ?- 1328), Amalrico, in quell'anno, ereditò la viscontea, col permesso del re di Francia Filippo il Bello, divenendo Amalrico II di Narbona.
Ritornato in Francia, Amalrico rimase fedele a Filippo il Bello e nel 1300 lo seguì nella spedizione nelle Fiandre, dove fu impegnato per alcuni anni.
Secondo la Gran Enciclopèdia Catalana, Amalrico fu arbitro nella disputa territoriale tra il re, Giacomo II di Maiorca e il conte di Foix, Gastone I di Foix-Béarn, come ricorda anche la Histoire des Comtes de Foix.
Filippo il Bello lo inviò in Armenia, per condurvi una crociata, dopo l'invasione mongola.
Ancora secondo la Gran Enciclopèdia Catalana, Amalrico morì il 19 giugno 1328; l'anno viene confermato anche dallo studio J. Régné. Amauri II, vicomte de Narbonne (1260 ?- 1328).

Gli succedette il figlio primogenito Aimerico.

## Matrimonio e discendenza
Amalrico aveva sposato Giovanna de l'Isle Jourdain, figlia de Jordan IV, barone de l'Isle Jourdain, e della sua seconda moglie, Vacquerie de Monteil-Adhemar, come conferma anche Anselme de Sainte-Marie.

Amalrico da Giovanna ebbe sette figli:
- Aimerico, che gli succedette[8][13]
- Pietro, vescovo di Urgell e coprincipe di Andorra[8][14]
- Guglielmo,  signore di Montegnac[8][15]
- Giovanna, moglie di Deodato signore di Sévérac[8][16]
- Guasseranda, moglie prima di Guerino, signore di Châteneuf-Randon e poi di Gualberto, visconte di Castelnau[8][17]
- Costanza, moglie di Arnaldo de Trian, conte di Alifa[8][18]
- Sibilla, moglie di Ponzio VI, conte d'Empúries[8][19]

## Diffusione del nome
A causa della sua popolarità, a Firenze e in Toscana molti bambini furono battezzati con il nome di Amerigo e tale nome rimase popolare per secoli. Non è un fatto trascurabile perché proprio dal toscano Amerigo Vespucci proviene il nome di un intero continente e si può quindi ben dire che le sorti di quell'11 giugno 1289 furono determinanti anche per il nome dell'America.

### Fonti primarie
- (LA)  Histoire générale de Languedoc avec notes et pièces justificatives, Volume 8.
- (FR)  Histoire généalogique et chronologique de la maison royale de France, tome 2.
- (FR)  Histoire généalogique et chronologique de la maison royale de France, tome 7.
- (OC, FR)  Chroniques romanes des comtes de Foix.

### Letteratura storiografica
- (FR)  [J. Régné. Amauri II, vicomte de Narbonne (1260 ?- 1328), pagg. 100 - 103].
- Genealogie Medioevali di Sardegna, Francesco Cesare Casula e vari, Due D editrice mediterranea, Sassari, 1984.
- Jean Régné, « Amauri II, vicomte de Narbonne (1260?-1328) : la gioventù, le spedizioni, il governo e l'amministrazione», Bulletin de la Commission archéologique de Narbonne, pubblicati in una serie di sei articoli: 
  - (FR)  prima parte, vol. 10, 1908, pagg. 37-130;
  - (FR)  seconda parte, vol. 10, 1908, pagg. 189-279;
  - (FR)  terza parte, vol. 10, 1908, pagg. 37-130;
  - (FR)  quarta parte, vol. 10, 1908, pagg. 189-279;
  - (FR)  documenti, vol. 11, 1910, pagg. 47-130;
  - (FR)  indice, vol. 11, 1910, pagg. 301-363.
- (FR)  Pierre-Vincent Claverie. Grandeur et décadence de la communauté narbonnaise de Chypre au Moyen Âge, pagg. 9-127.